# Saint-Clément-des-Baleines
Saint-Clément-des-Baleines (uitspraak: [sɛ̃ klemɑ̃ de balɛn]) is een gemeente in het Franse departement Charente-Maritime, in de regio Nieuw-Aquitanië, en telt 716 inwoners (2004). De plaats maakt deel uit van het arrondissement La Rochelle. Het is de meest westelijke van de tien gemeenten op het eiland Île de Ré.

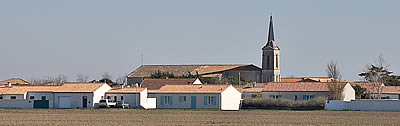
Saint-Clément-des-Baleines
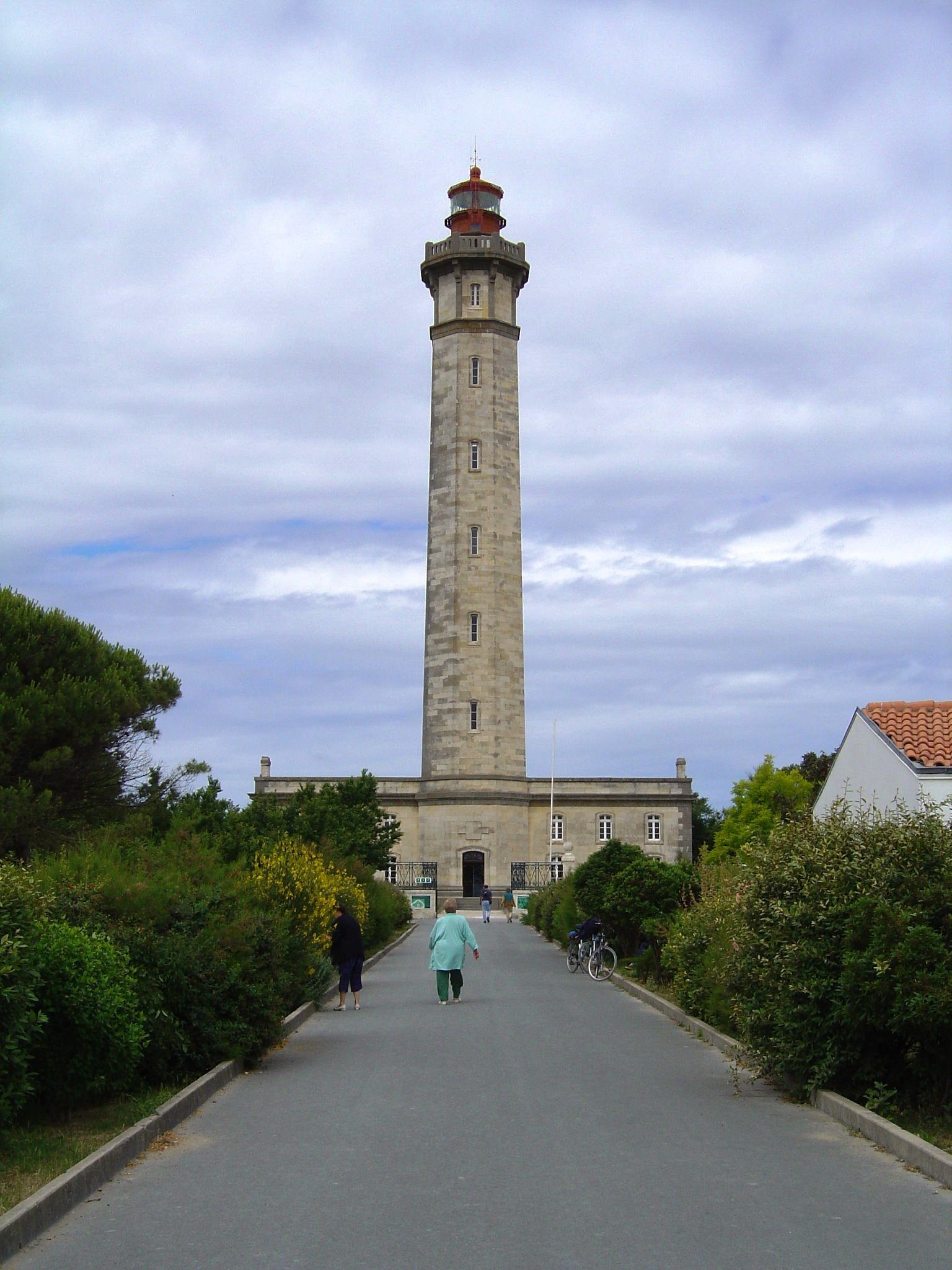
Vuurtoren van Baleines (1854)
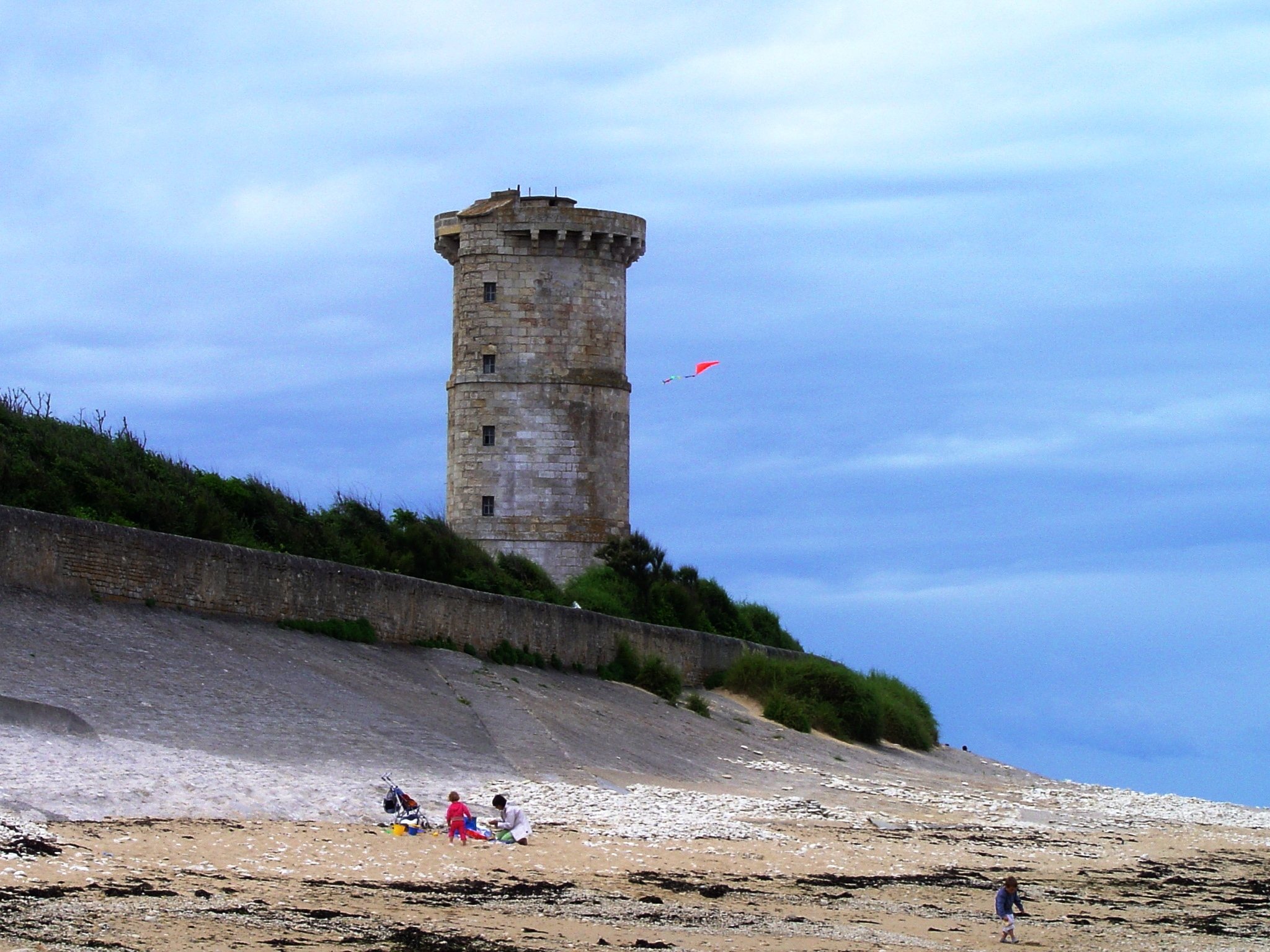
Ruïne van de oude vuurtoren (1682)
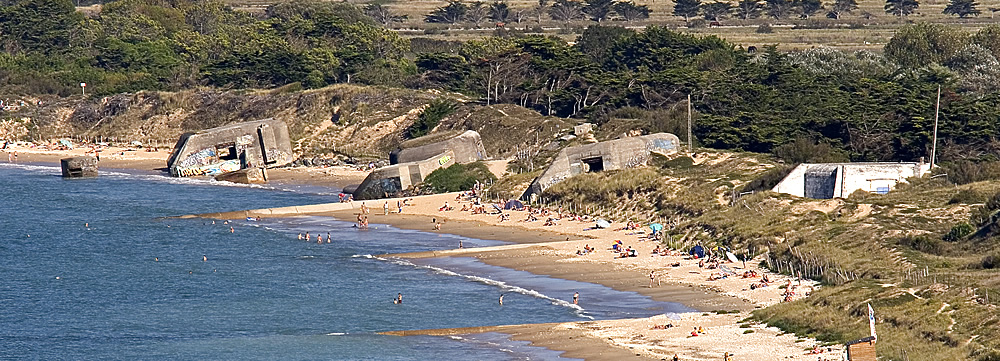
Kuststrook
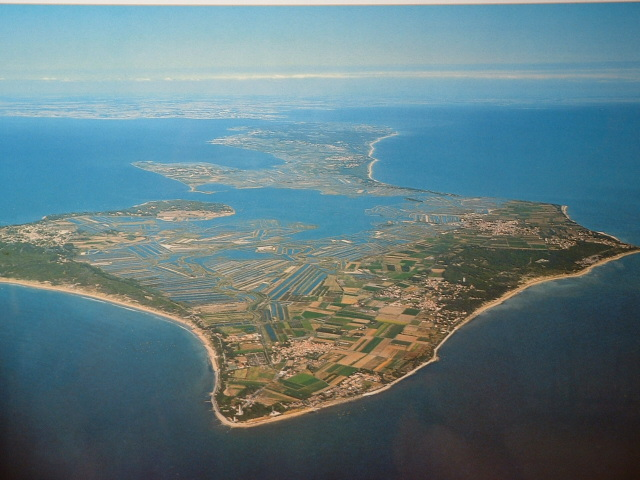
Île de Ré

## Geografie
De oppervlakte van Saint-Clément-des-Baleines bedraagt 6,8 km², de bevolkingsdichtheid is 105,3 inwoners per km².
De onderstaande kaart toont de ligging van Saint-Clément-des-Baleines met de belangrijkste infrastructuur en aangrenzende gemeenten.

## Demografie
Onderstaande figuur toont het verloop van het inwonertal (bron: INSEE-tellingen).